# Николай Коперник
Николай Коперник (на латински: Nicolaus Copernicus Torinensis; на полски: Mikołaj Kopernik; на немски: Nikolaus Kopernikus) е полски математик и астроном от времето на Ренесанса, живял в провинция Кралска Прусия, част от територията на Кралство Полша, и писал главно на латински. Представител на Полския ренесанс, той е първият  учен, който предлага хелиоцентричната система като по този начин слага Слънцето вместо Земята в центъра на Вселената.
Първото изложение на своята система той прави в ръкопис от около 40 страници, който се разпространява след 1514 г.. Най-важното съчинение на Коперник, „За въртенето на небесните сфери“ (De revolutionibus orbitum coelestium), публикувано малко преди неговата смърт през 1543 година, често е приемано за началото на съвременната астрономия, на Коперниковата революция и на научната революция като цяло. Работата на Коперник стимулира последвалите научни изследвания, превръщайки се в ключов момент от историята на науката.
Като един от универсалистите на Ренесанса, освен астроном Коперник е и математик, лекар, полиглот, филолог, преводач, художник, католически духовник, юрист, държавен служител, офицер, дипломат и икономист. Макар астрономията да е само странично занимание сред множеството му дейности, точно в тази област той оставя своето най-трайно наследство.

## Биография

### Произход и детство
Коперник е роден на 19 февруари 1473 г. в град Торн, днес Торун, в провинция Кралска Прусия на Кралство Полша, в семейството на Барбара Ватценроде и Миколай Коперник. Коперник е наполовина немец по майчина линия, но се смята за поляк. Той е най-малкият от четири деца. Неговият брат Андреас (Андрей) става каноник на Августинския орден във Фромборг (Фрауенбург). Сестра му Барбара, кръстена на майка си, става бенедиктинска монахиня, а в последните си години – приор в манастира в Хелмно (Кулм), умира през 1517 г. Сестра му Катарина се омъжва за бизнесмена и градски съветник в Торун, Бартел Гертнер, и оставя пет деца, за които Коперник се грижи до края на живота си. Николай Коперник никога не се жени и не се знае да е имал деца, но най-малко от 1531 до 1539 г. отношенията му с Анна Шилинг, живееща като домашна прислужница, са възприемани като скандални от двама епископи на Вармия, които го призовават през годините да прекъсне отношения с неговата „любовница“.

#### Семейство
Семейството му е част от градското съсловие в пристанищния град Торун на река Висла. Бащата на Николай Коперник е един от заможните търговци на мед в града, родом от Краков, както и правителствен чиновник. Майка му е дъщеря на богат търговец в Торун.
Семейството на бащата на Коперник може да бъде проследено до градче в Силезия, близо до Ниса. Името на селцето е различно изписвано – Kopernik, Copernik, Copernic, Kopernic, Coprirnik, и днес Koperniki. През 14 век членовете на семейството започват да се преместват в различни други силезийски градове, в полската столица Краков (1367 г.) и в Торун (1400 г.). Бащата, Миколай Старши, вероятно син на Ян, идва от линията Краков.
Николай носи името на баща си, който за пръв път се появява в архивите като заможен търговец на мед, като го продава предимно в Данциг (днес Гданск). Той се премества от Краков в Торун около 1458 г. Торун, разположен на река Висла, по това време е въвлечен в Тринадесетгодишната война, в която Кралство Полша и Пруската конфедерация, съюз от пруски градове, дворянство и духовенство, се борят с Тевтонския орден за контрол над региона. В тази война ханзейските градове като Данциг и Торун, родният град на Николай Коперник, избират да подкрепят полския крал Кажимеж IV Ягелончик, който обещава да спазва традиционната независимост на градовете, която Тевтонският орден оспорва. Бащата на Николай е активно ангажиран с политиката на деня и подкрепя Полша и градовете срещу Тевтонския орден. През 1454 г. той посредничи в преговорите между полския кардинал Збигнев Олесницки и пруските градове за изплащане на военни заеми. По време на Втория Торунски мир (1466 г.) Тевтонският орден формално се отказва от всичките си претенции към западната провинция, която като Кралска Прусия остава регион на Короната на Кралство Полша до Първата (1772 г.) и Втората (1793 г.) поделби на Полша.
Бащата на Коперник се жени за Барбара Ватценроде, майката на астронома, между 1461 и 1464 г. Той умира около 1483 г.
Майката на Николай, Барбара Ватценроде, е дъщеря на богат патриций и градски съветник Лукаш Ватценроде Старши (починал 1462 г.) и Катажина (вдовица на Ян Пецкау), споменати в други източници като Катаржина Рюдигер Генте Модлибог (починала 1476 г.). Фамилията Ватценроде, подобно на семейство Коперник, идва от Силезия близо до Швидница (Schweidnitz), а след 1360 г. се е установява в Торун. Скоро те стават едно от най-богатите и влиятелни патрициански семейства. Чрез обширните семейни взаимоотношения и чрез брака, Коперник е свързан с богати семейства на Торун (Торн), Гданск (Данциг) и Елблаг (Елбинг), както и на известни полски благороднически семейства от Прусия. Лукаш и Катрин имат три деца: Лукаш Ватценроде Младши (1447 – 1515), който ставае епископ на Вармия и покровител на Коперник; Барбара, майката на астронома (починала след 1495 г.); и Кристина (починала преди 1502 г.), която през 1459 г. се е омъжва за търговеца и кмета на Торун, Тиедман фон Алън.
Старият Лукаш Ватценроде, богат търговец и през 1439 – 1462 г. председател на съдебната скамейка, е решен противник на тевтонските рицари. През 1453 г. той е делегат от Торун на конференцията в Груджьондз, която планира въстанието срещу тях. По време на последвалата Тринадесетгодишна война, той активно подкрепя военните усилия на пруските градове със значителни парични субсидии, с политическа дейност в Торун и Данциг, както и чрез лична борба в битки. Умира през 1462 г.
Лукаш Ватценроде младши, вуйчо и покровител на астронома, се обучава в Краковския университет (Ягелонски университет) и в университетите в Кьолн и Болоня. Той е ожесточен противник на Тевтонския орден. През 1489 г. Ватценроде е избран за епископ на Вармия против желанието на крал Кажимеж IV, който се надява да постави собствения си син на това място. В резултат на това отношенията им се обтягат до смъртта на краля три години по-късно. Лукаш Ватценроде успява да формира близки отношения с три последователни полски монарха: Ян I Олбрахт, Александър Ягелончик и Зигмунт I Стари. Той е приятел и ключов съветник на тези владетели, а влиянието му значително заздравява връзките между Вармия и Полша. Малкият Николай е едва десетгодишен, когато баща му умира – жертва на чумна епидемия. Вуйчо му, като главен епископ на Вармия се счита за най-могъщия човек в района и неговото богатство, връзки и влияние му позволява да осигури образованието, а после и кариерата на Коперник като каноник в Катедралата Фромбург. Той подпомага и осигурява обучението и на четирите сирачета от фамилията.

#### Езици
Коперник говори латински, немски и полски език с еднаква лекота. Tой говори също старогръцки и италиански и има известни познания по иврит. По-голямата част от съществуващите писания на Коперник са на латински, езикът на европейската научна общност по времето на живота му.
Аргументите, че немският език е родният език на Коперник се базира на факта, че той е роден в преобладаващо немскоговорещ град и че, докато изучава каноничното право в Болоня през 1496 г., се присъединява към германската Natio Germanorum – студентска организация, която според подзаконови нормативни актове от 1497 г. е отворена за студенти от всички царства и държави, чийто майчин език е немският. Въпреки това, според френския философ Александър Койре, регистрацията на Коперник с Natio Germanorum сама по себе си не означава, че Коперник се е смятал за немец, тъй като ученици и студенти от Прусия и Силезия са рутинно категоризирани така, което носи определени привилегии, които правят немския естествен избор, независимо от тяхната етническа принадлежност или самоидентификация.

#### Име
Фамилното име Коперник е записано в Краков около 1350 г., с различен правопис, очевидно дадено на хора от село Коперники в херцогството Ниса. Прадядото на Николай Коперник получава гражданство в Краков през 1386 г. Топонимът Коперник (днес Коперники) е свързан с полската дума за копър (koper) и немската за метала мед (Kupfer). Суфиксът -nik (или множествено число -niki) означава славянско и полско съществително.
Както е обичайно за периода, изписването на топонима и фамилията варира значително. Коперник е доста безразличен към ортографията. През детството си, около 1480 г., името на баща му (и по този начин на бъдещия астроном) е записано като Никлас Коппернигк. В Краков се подписва на латински, Николаус Николай де Торуния (Николай, син на Николай, от Торун). В Болоня, през 1496 г., той се регистрира като Доминус Николаус Копперлингк де Торн. В Падуа се подписва Николаус Коперник, по-късно Коперникус. По този начин астрономът затвърдява името си като Копперник, обикновено с две „п“, но по-късно в живота си използва едно „п“. На заглавната страница на „За въртенето на небесните сфери“ името му е публикувано като Николай Коперники.

### Образование

#### В Полша
След смъртта на баща му, вуйчо му, Лукас Ватценроде младши, взима момчето под крилото си и се грижи за образованието и кариерата му. Той поддържа контакти с водещи интелектуалци в Полша и е приятел на влиятелния италиански хуманист и краковски придворен Филипо Буонакорси. Няма оцелели документи за ранните години на детството и образованието на Коперник. Биографите му приемат, че Ватценроде за пръв път изпраща младия Коперник в училището „Св. Йоан“ в Торун, където самият той е майстор. По-късно момчето посещава Катедралното училище във Влоцлавек, нагоре по течението на река Висла от Торун, което подготвя учениците за влизане в Краковския университет, алма матер на Ватценроде в столицата на Полша.
През зимния семестър на 1491 – 92 г. Коперник, като „Николаус Николай де Турония“, се регистрира заедно с брат си Андрей в Краковския университет (сега Ягелонски университет). Коперник започва обучението си в катедрата по изкуства (от есента на 1491 г., вероятно до лятото или есента на 1495 г.) в разцвета на астрономическо-математическата школа в Краков, придобивайки основите на следващите си математически постижения. Коперник е ученик на Алберт Бруджевски, който тогава (от 1491 г.) е професор по аристотелска философия, но преподава астрономия частно извън университета. По време на следването на Коперник в Краков той получава базисни знания по математическа астрономия, която е преподавана в университета (аритметика, геометрия, геометрична оптика, космография, теоретична и изчислителна астрономия) и добро познаване на философските и природни науки на Аристотел и Авероес (които в бъдеще ще играят важна роля в оформянето на теорията на Коперник), стимулирайки интереса му към учене и запознаване с хуманистичната култура. Коперник разширява знанията, които е взел от университетските лекционни зали с независимо четене на книги, които придобива по време на годините, прекарани в Краков (Евклид, Хали Абенрагел, Йохан Региомонтан; от този период, вероятно, също датират най-ранните му научни бележки, запазени отчасти в университета на Упсала. В Краков Коперник започва да събира голяма библиотека по астрономия. По-късно тя ще бъде отнесена като военна плячка от шведите по време на Потопа през 1650-те години и сега се намира в Университетската библиотека на Упсала.
Четирите години на Коперник в Краков изиграват важна роля в развитието на неговите способности и той започва своя анализ на логическите противоречия в двете „официални“ системи на астрономията – теорията на Аристотел за хомоцентричните сфери и механизма на Птолемей за ексцентрицитети и епицикли – преодоляването и отхвърлянето на които би било първата стъпка към създаването на собствената доктрина на Коперник за структурата на Вселената.
Без да вземе академична степен, вероятно през есента на 1495 г., Коперник напуска Краков за двора на чичо си Ватценроде, който през 1489 г. е издигнат до принц-епископ на Вармия и скоро се опитва да постави племенника си във Вармия като каноник. Поради неясни причини – вероятно поради противопоставяне от страна на част от католиците, които се обръщат към Рим – канонизирането на Коперник е отложено. Ватценроде изпраща двамата си племенника да изучават каноническо право в Италия, с оглед на укрепването на техните църковни кариери и така също за засилване на собственото си влияние.
Коперник пристигна в Болоня и няколко месеца по-късно (след 6 януари 1497 г.) се подписа в регистъра на „германската нация“ на Болонския университет на юристите, който включва млади поляци от Силезия, Прусия и Померания, както и студенти от други националности.

#### В Италия
В Университета в Болоня Николай Коперник се записва да изучава канонично право. Освен по право той посещава лекции по астрономия и изучава най-новите теории за движението на планетите при астронома Доменико Мария Новара като става негов ученик и асистент. През 1499 г. получава магистърска степен. По-късно следва медицина в Университета в Падуа и същевременно извършва астрономични наблюдения.
По време на тригодишния си престой в Болоня, между есента на 1496 г. и пролетта на 1501 г., Коперник изглежда се посвещава по-малко на изучаването на каноничното право (той получава докторска степен по право само след седем години, след второ завръщане в Италия през 1503 г.) за изучаване на хуманитарните науки, вероятно посещаващи лекции на Филипо Бероалдо, Антонио Урсо, Джовани Гарзони и Алесандро Ахилини, и за изучаване на астрономията. През лятото на 1503 г. във Ферара Коперник получава научна степен доктор по канонично право. Същата година се връща в Полша – в Краков, и прекарва там седем години като професор в университета. Занимава се главно с астрономични наблюдения и изпълнява административни поръчения.
Коперник прекарва юбилейната 1500 година в Рим, където пристига с брат си Андрей през пролетта, без съмнение, за да извърши чиракуване в Папската курия. И тук обаче той продължава астрономическата си работа, започната в Болоня, като наблюдава, например, лунно затъмнение в нощта на 5 – 6 ноември 1500 г.
В обратното си пътуване несъмнено за кратко спира в Болоня, в средата на 1501 г. след което пристига обратно във Вармия. След като на 28 юли получава двугодишно удължаване на отпуската с цел изучаване на медицина („тъй като той може в бъдеще да бъде полезен медицински съветник на нашия преподобен началник епископ Лукас Вацендроде“), в края на лятото или през есента се завръща отново в Италия, вероятно придружен от брат си Андрей и от Канон Бернхард Скулети. Този път той учи в университета в Падуа, известен като седалище на медицинското обучение, и през май – юни 1503 г. преминава изпити и получава докторска степен по каноническо право. Той остава в Падуа от есента на 1501 г, до лятото на 1503 г.
Коперник учи медицина вероятно под ръководството на водещите професори от Падуа – Бартоломео да Монтаняна, Джироламо Фракасторо, Габриеле Зерби, Алесандро Бенедети – и чете медицински трактати, които придобива по това време от Валеск де Таранта, Ян Месуе, Уго Сененсис, Ян Кетам, Арнолд де Вила Нова и Микеле Савонарола, които ще формират ембриона на по-късната му медицинска библиотека.
Един от предметите, които Коперник изучава, е астрологията, тъй като тя се счита за важна част от медицинското образование. Въпреки това, за разлика от повечето други известни ренесансови астрономи, той изглежда никога не е практикувал или изразявал интерес към астрологията.

### Хелиоцентризъм и други научни изследвания
След като завършва учението си в Италия, 30-годишният Коперник се завръща във Вармия, където изживява останалите 40 години от живота си, с изключение на кратките пътувания до Краков и близките пруски градове: Торун, Гданск, Елблаг, Кьонигсберг и Малборк.
Принц-епископството на Вармия се ползва със значителна автономия, със собствен парламент, парична единица (същата като в останалите части на Кралската Прусия) и съкровищница. Коперник е секретар и лекар на вуйчо си от 1503 до 1510 г. (или може би до смъртта на вуйчо си на 29 март 1512 г.) и пребивава в замъка на епископа в Лидзбарк (Хайлсберг), където започва работа по своята хелиоцентрична теория. В службата си той участва в почти всички политически, църковни и административно-икономически задължения на вуйчо си. От началото на 1504 г. Коперник придружава Ватценроде на сесиите на кралския пруски парламент, които се провеждат в Малборк и Елблаг. През 1504 – 1512 г. Коперник извършва много пътувания като част от свитата на вуйчо си – през 1504 г. в Торун и Гданск, на заседание на Кралския пруски съвет в присъствието на краля на Полша Александър Ягелончик; сесиите на пруския парламент в Малборк (1506 г.), Елблаг (1507 г.) и Штум (1512 г.); и може би посещава Познанската сесия (1510 г.) и коронацията на полския крал Зигмунт I Стари в Краков (1507 г.). Маршрутът на Ватценроде подсказва, че през пролетта на 1509 г. Коперник може да е присъствал на семинара в Краков.
През 1510 г. или 1512 г. се преселва във Фромборк – малък град на брега на река Висла, и остава там до края на живота си, като изпълнява длъжността си на католически каноник, а през свободното си време изучава и развива астрономията и лекува болни. Той упражнява професията на лекар в продължение на 40 години и благодарение на финансовата си независимост не взема пари за лечение от бедните. Славата му на прочут лекар е напълно заслужена – той избавя много пациенти от тежки и труднолечими недъзи. Сред пациентите му са всички тогавашни епископи, високопоставени личности на Прусия, канониците и други.
Когато се налага, Коперник се проявява и като администратор – по негов проект е въведена нова монетна система в Полша. За целта създава писмени бележки, които остават в историята като един от първите научни трудове върху парите.
През периода 1520 – 1521 г. ръководи укрепяването и защитата на Олщин при нападение на ордена на кръстоносците. Във Фромборк построява хидравлична машина, която снабдява с вода целия град.

### Смърт
Към края на 1542 г. Коперник получава инсулт и парализа, а на 24 май 1543 г. умира във Фромборк от кръвоизлив в мозъка, на 70 години. Легендата разказва, че на деня, в който е починал, той е представен с последните отпечатани страници на неговия труд. Събужда се от кома, предизвикана от инсулта, поглежда книгата си и умира спокойно. „За въртенето на небесните сфери“ излиза от печат няколко седмици преди смъртта му.
Коперник е погребан в катедралата във Фромборк, където стои паметна плоча от 1580 г. докато е осквернена; В продължение на повече от два века археолозите напразно претърсват катедралата за останките на Коперник. Усилията да ги локализират през 1802, 1909 и 1939 г. се провалят. През 2004 г. екип, ръководен от Йежи Гьосовски, ръководител на археологическия и антропологическия институт в Пултуск, започва ново търсене, воден от изследването на историка Йежи Сикорски. През август 2005 г., след сканиране под пода на катедралата, те откриват това, което смятат че са останките на Коперник.
Откритието е обявено едва след по-нататъшни изследвания, на 3 ноември 2008 г. Гьосовски казва, че е „почти 100% сигурен, че е Коперник“. Експертът по криминалистика капитан Дариуш Зайдел от Централната лаборатория за съдебна медицина на полската полиция използва черепа, за да реконструира лицето, което много прилича на чертите – включително счупен нос и белег над лявото око – на автопортрет на Коперник. Експертът също така установява, че черепът принадлежи на човек, който е починал на възраст около 70 години – възрастта на Коперник по време на смъртта му.
Гробът е в лошо състояние и не са намерени всички останки от скелета, липсва наред с други неща, долната челюст. ДНК от костите, намерени в гроба, съответстват на образци от коса, взета от книга, собственост на Коперник, която се съхранява в библиотеката на Университета в Упсала в Швеция.
На 22 май 2010 г. Коперник получава второ погребение с литургия, водена от Юзеф Ковалчик, бивш папски нунций в Полша и новоназначен примат на Полша. Останките на Коперник са препогребани на едно и също място в катедралата на Фромборк, където е намерена част от черепа му и други кости. Черният гранитен надгробен камък сега го идентифицира като основател на хелиоцентричната теория, а също и като църковен каноник. Надгробният камък представлява модела на Коперник на Слънчевата система – златно слънце, обградено от шест от планетите.

## Научно творчество
След дългогодишни астрономически наблюдения и научни изследвания,
в средата на 1514 г. Коперник изпраща на свои познати кратък трактат, в който излага хелиоцентричната система. Текстът, наричан Малкият Коментар (Commentariolus), е публикуван едва в 19 век, но е добил известност и са били положени услия за убеждаването на Коперник да направи по подробно изложение. Книгата За Обръщението на Небесните Сфери излиза тридесет години по-късно.
Идеята за хелиоцентризма е изказана още в древността от Аристарх Самоски, но Коперник успява да я обоснове и да обори геоцентричното учение на Клавдий Птолемей, господстващо тогава и официално поддържано от църквата. С помощта на двете основни движения на Земята – въртенето около оста ѝ и около Слънцето, Коперник обяснява сложните движения на планетите, смяната на годишните времена, явлението прецесия и определя относителните разстояния на планетите до Слънцето.
Учението на Коперник нанася силен удар върху господстващите и непоколебими тогава католически църковни догми и води не само до бурно развитие на астрономията, на естествознанието и на цялата наука, а и до революционни изменения в начина на мислене и в подхода при изучаване на околния свят, без които би била немислима естественонаучната революция от 16 – 17 век.
Едно от основните постижения на Коперник в областта на математиката е съставянето на таблици на синусите и на секансите. Има съществени приноси и в развитието на равнинната и на сферичната тригонометрия.

## Памет
На Николай Коперник е наречена улица в квартал „Гео Милев“ в София (Карта).

## Списък на произведенията на Коперник
- De hypothesibus motuum coelestium a se constitutis commentariolus, 1514
- N.C. Meditata XV. Augusti anno domini MDXVII, 1517.
- Tractatus de monetis, 1519.
- Monetae cudendae ratio, 1528.
- De Revolutionibus Orbium Coelestium – Нюрнберг, 1543.